# Станица Роч
Станица Роч (итал. Stazione Rozzo) је насељено место у континенталном делу Истарске жупаније у Републици Хрватској. Административно је у саставу Града Бузета.

## Становништво
Према задњем попису становништва из 2001. године у насељу Станица Роч живело је 76 становника који су живели у 21. породичном домаћинству.
Кретање броја становника по пописима 1857—2001.
| година пописа  | 1857. | 1869. | 1880. | 1890. | 1900. | 1910. | 1921. | 1931. | 1948. | 1953. | 1961. | 1971. | 1981. | 1991. | 2001. |
| бр. становника | 0     | 0     | 0     | 46    | 59    | 83    | 0     | 0     | 65    | 86    | 70    | 65    | 88    | 97    | 76    |

Напомена:Од 1857. до 1880. подаци су садржани у насељу Кркуж, а у 1921. и 1931. у насељу Роч.